# Aki Hoshino
Aki Hoshino (ほしの あき, nascuda el 14 de març de 1977) és una ídol japonesa. Ha aparegut en diverses revistes per a homes com Sabra i també a xous de televisió.

## DVDs
Aki Hoshino ha eixit en pòsters, cartes intercanviables, i samarretes i en els següents DVDs:

### 2008
- Gokusen 3 (abril del 2008) - Ayukawa Sakura (Infermera de l'Escola)
- Sneaker Lover (març del 2008)

### 2007
- Star-revealed (febrer del 2007)
- Kensa Nyuin (febrer del 2007)

### 2006
- Marriage Life (desembre del 2006)
- Koibito Gokko (octubre del 2006)
- Finder Love Guide DVD (setembre del 2006)
- Bengoshi no Kuzu DVD Box (sèrie de televisió) (setembre del 2006)
- Gekkan Aki Hoshino Special (agost del 2006)
- Hoshino Expo (July 2006)
- Watashi Tonjaimashita (juliol del 2006)
- Play H (juliol del 2006)
- Aki-Time (juny del 2006)
- Girls love live (abril del 2006)
- Portfolio (gener del 2006)
- Kachikomi Keiji Ondorya! Daisōsasen Shinsaibashi o Fūsa seyo (Pel·lícula japonesa) (gener del 2006)

### 2005
- Gekkan Aki Hoshino (desembre del 2005)
- I Wish You Love (setembre del 2005)
- NyaaA! (CD+DVD) (setembre del 2005)
- With you -Aki Hoshino (agost del 2005)
- Honey Angel (maig del 2005)
- Beach Angels in Hawaii (abril del 2005)
- Kekkō Kamen SURPRISE (febrer del 2005)
- STAR (gener del 2005)

### 2004
- Yaju no Shori Join 1316 (desembre del 2004)
- Kekkō Kamen RETURNS (novembre del 2004)
- Silky Collection Se-jo!! (novembre del 2004)
- Mangekyō (octubre del 2004)
- Se-jo! Series B: Aki Hoshino (setembre del 2004)
- Darn-Tarn (maig del 2004)
- Milk (març del 2004)
- G Girl Private 001 (gener del 2004)

### 2003
- AAA - Triple A (desembre del 2003)
- H School (octubre del 2003)
- Play H (febrer del 2003)

### 2002
- I am Hoshino Aki (agost del 2002)

### Llocs webs oficials
- Hoshino, Aki Arxivat 2008-02-11 a Wayback Machine.- Lloc web oficial d'A-Team (japonès)
- Hoshino, Aki Arxivat 2009-10-03 a Wayback Machine.- Galeria i Vídeo de Hoshino Aki (anglès)
- Aki Hoshino a Babepedia (anglès)